# Mike Sharpe
Michael Sharpe Jr., meglio conosciuto con il ring name di "Iron" Mike Sharpe (Hamilton, 28 ottobre 1951 – Hamilton, 17 gennaio 2016), è stato un wrestler canadese.
Noto per la sua militanza nella World Wrestling Federation tra il 1983 ed il 1995, si contraddistinse per il frequente utilizzo di oggetti estranei, nascosti appositamente sotto il tutore nero del suo avambraccio, al fine di sconfiggere gli avversari.

## Carriera
Mike Sharpe proveniva da una famiglia di wrestler: il padre Mike Sharpe Sr. e lo zio Ben Sharpe furono due validi lottatori di coppia negli anni cinquanta ed arrivarono a combattere anche in Giappone. Cresciuto nella California, da adolescente si trasferì in Canada. Da ragazzo nutrì inizialmente passioni per il pugilato ed il culturismo, prima di seguire definitivamente le orme del padre.
Iniziò ad allenarsi a tempo pieno a partire da venticinque anni, sotto la guida di Dewey Robertson, ed in poco tempo iniziò a competere in promozioni canadesi come la NWA All Star Wrestling di Gene Kiniski. Fu quindi campione di coppia canadese NWA in due occasioni, prima con Moose Morowski e poi con Salvatore Bellomo, oltre che detentore della cintura dei pesi massimi della costa del Pacifico. La sua carriera conobbe un importante sviluppo con il suo trasferimento nel Louisiana, dove divenne subito tra i preferiti del pubblico e vinse diversi campionati della Mid-South Wrestling come il titolo della Louisiana, quello del Mississippi e quello Brass Knucks nel 1979.
Nel gennaio 1983 firmò per la World Wrestling Federation, dove passò gran parte della sua carriera e fu presenza televisiva regolare tra la metà degli anni ottanta e i primi anni novanta. In questo periodo si autoproclamò come "il più grande atleta canadese" (soprannome datogli da Kiniski) e si distinse per le sue frequenti scorrettezze, come ad esempio l'utilizzo di oggetti estranei nascosti appositamente sotto il tutore nero del suo avambraccio, oltre che per la tendenza ad urlare contro l'avversario a match in corso. Agli inizi nella WWF fu accompagnato regolarmente da Captain Lou Albano e ricevette un discreto push, che lo vide sconfiggere agevolmente numerosi jobber grazie all'utilizzo del suo avambraccio protetto. Disputò l'incontro più importante della sua carriera il 30 aprile 1993 quando affrontò il campione dei pesi massimi Bob Backlund al Philadelphia Spectrum, ma ne uscì sconfitto e da lì in poi non fu più coinvolto in incontri da main event. Non vinse infatti alcun titolo nella promozione di Vince McMahon ed iniziò lui stesso ad essere utilizzato come jobber per fare strada a promettenti stelle.
Benché occupasse il ruolo di jobber nelle apparizioni televisive ed ottenesse raramente vittorie in eventi dal vivo, fu in grado di raccogliere importanti successi non teletrasmessi fra il 1984 ed il 1988. Prima del ritiro il canadese si ritrovò comunque protagonista di alcuni momenti importanti. Nel 1984 apparve nel Piper's Pit ed alcuni anni dopo assistette Ivan Putski al Madison Square Garden, oltre a raggiungere il secondo round del torneo King of the Ring 1988 grazie ad uno schienamento ai danni di Boris Zhukov. Nonostante interpretasse un personaggio heel nella WWF, nel corso di una tournée in collaborazione con la New Japan Pro-Wrestling fece inoltre coppia con Hulk Hogan. Il suo ultimo incontro televisivo ebbe luogo il 6 giugno 1995 quando fu sconfitto dagli Smoking Gunns in una sfida di coppia.
Una volta lasciata la WWF il canadese continuò a lottare, sebbene ancora per poco. Il 22 giugno 1996 disputò un match della Mid-Eastern Wrestling Federation contro Virgil, dal quale ne uscì sconfitto. Il 7 dicembre seguente affrontò senza successo Ax. Disputò gli ultimi due incontri della carriera il 28 dicembre 1996 ed il 22 marzo 1997, venendo battuto da Bodyguard For Hire in entrambe le occasioni.
Per diverso tempo dopo il suo ritiro si guadagnò da vivere insegnando nella sua scuola di wrestling, locata prima a Brick e poi ad Asbury Park, nel New Jersey. Tra i suoi più noti allievi vi furono Mike Bucci, Chris Ford e i fratelli Haas (Charlie e Russ).
Secondo le parole di vecchi colleghi ai tempi della WWF – quali i vari Dynamite Kid, Hulk Hogan, Gary Michael Cappetta e Gorilla Monsoon – Sharpe avrebbe spesso mostrato sintomi di disturbo ossessivo-compulsivo, come testimoniato dalla sua ossessione per la pulizia del corpo che lo portava a spendere ore negli spogliatoi oppure dalla sua tendenza a piegare e ripiegare meticolosamente i propri indumenti. Proprio tali comportamenti, secondo Cappetta, gli valsero dietro le quinte il soprannome di "Mr. Pulizia". A tal proposito nel marzo 1986, durante un evento al Boston Garden trasmesso in televisione, il commentatore Gorilla Monsoon raccontò scherzosamente al collega Lord Alfred Hayes un precedente aneddoto: in un altro show Sharpe avrebbe dovuto disputare il primo match della serata, ma impiegò talmente tanto tempo sotto la doccia che alla chiusura dei cancelli fu costretto a passare la notte nell'arena. Per di più durante gli anni alla WWF diversi altri compagni di lavoro notarono che oltre alla sua mania per la pulizia, il canadese aveva una certa ossessione per l'allenamento e la cura del fisico, tanto da affermare che se non fosse stato sul ring o a lavarsi avrebbe passato il proprio tempo in palestra.
A partire dal 2007 fece ritorno nella sua Hamilton per assistere quotidianamente la madre anziana. Quell'estate, durante un lavoro all'aperto, subì un profondo taglio alla gamba che culminò in un'infezione. Fu così costretto alla sedia a rotelle e finì per vivere in un appartamento seminterrato in condizioni assai difficili. Nel corso degli anni successivi vi si aggiunsero altri problemi di salute che complicarono ulteriormente la sua situazione.
Nell'ultima parte della sua vita preferì rimanere lontano dai riflettori, permettendo di rilasciare un'intervista solamente nel 2015 in occasione di un tributo ad Angelo Mosca.

## Morte
Da tempo in declino fisico, Sharpe è morto il 17 gennaio 2016 nella sua abitazione ad Hamilton, all'età di 64 anni.

## Personaggio

### Mosse finali
- Running elbow smash

### Manager
- Lou Albano[3]
- Kenny Casanova

### Soprannomi
- "Iron"
- "Canada's Greatest Athlete"[3]

## Titoli e riconoscimenti
- Continental Wrestling Association
  - NWA Mid-America Heavyweight Championship (1)
- Five Star Wrestling
  - FSW Tag Team Championship (1) - con I.C. Glory[4]
- Mid-South Wrestling Association
  - Mid-South Louisiana Championship (2)
  - Mid-South Mississippi Championship (2)
- NWA All-Star Wrestling
  - NWA Canadian Tag Team Championship (Vancouver version) (2 time) - con the Black Avenger (1) e Salvatore Martino (1)
  - NWA Pacific Coast Heavyweight Championship (Vancouver version) (1)
- NWA Tri-State
  - NWA Tri-State Brass Knuckles Championship (1)
- Professional Organization of Wrestling
  - POW Heavyweight Championship (1)[4]
- World Wide Wrestling Alliance
  - WWWA Intercontinental Championship (1)[4]